# Goniothalamus phaeotrichus
Goniothalamus phaeotrichus är en kirimojaväxtart som beskrevs av Ian Mark Turner och Richard M.K. Saunders. Goniothalamus phaeotrichus ingår i släktet Goniothalamus och familjen kirimojaväxter. Inga underarter finns listade i Catalogue of Life.